# Zdzisław Kostrzewa (żołnierz)
Zdzisław Kostrzewa, (ur. 11 stycznia 1946 w Aleksandrówce, zm. 17 października 2013 w Krakowie) – pułkownik dyplomowany Wojska Polskiego.

## Wykształcenie
- 1960–1964 – Liceum Ogólnokształcące w Zdunach;
- 1964–1967 – Oficerska Szkoła Wojsk Obrony Przeciwlotniczej w Koszalinie;
- 1974–1977 – Akademia Wojsk OPL w Kijowie (ZSRR);
- 1980 – kurs dowódców pułków;
- 1988 – Podyplomowe Studium Operacyjno-Strategiczne w ASG w Warszawie.

## Kariera zawodowa
- 1967–1971 – 66 Pułk Artylerii Przeciwlotniczej we Wrocławiu-Leśnicy
  - dowódca plutonu ogniowego
  - dowódca plutonu dowodzenia – szef rozpoznania dywizjonu artylerii przeciwlotniczej
  - dowódca plutonu przyrządów w baterii artylerii przeciwlotniczej;
- 1971–1973 – dowódca baterii dowodzenia 66 Pułk Artylerii Przeciwlotniczej w Bolesławcu;
- 1973–1974 – szef rozpoznania w sztabie 66 Pułku Artylerii Przeciwlotniczej;
- 1977–1980 – 18 Pułk Artylerii Przeciwlotniczej w Jeleniej Górze
  - starszy oficer sztabu
  - zastępca dowódcy pułku do spraw liniowych
  - Szef Sztabu;
- 1980–1985 – dowódca 66 Pułku Artylerii Przeciwlotniczej;
- 1985–1988 – Szef Sztabu 61 Brygady Artylerii WOPL w Skwierzynie;
- 1989–1991 – dowódca 61 Brygady Artylerii WOPL;
- 1991–1998 – Szef Wojsk Obrony Przeciwlotniczej Krakowskiego Okręgu Wojskowego;
- 1999–2001 – zastępca szefa Wojsk Obrony Przeciwlotniczej dowództwa Wojsk Lądowych w Warszawie;
- w kwietniu 2001 przeniesiony do rezerwy.

## Awanse
- podporucznik – 1967
- porucznik –
- kapitan –
- major –
- podpułkownik –
- pułkownik –